# Póvoa de Varzim
Póvoa de Varzim [ˈpɔvuɐ dɯ vɐɾˈzĩ]  ist eine Stadt im Norden Portugals.

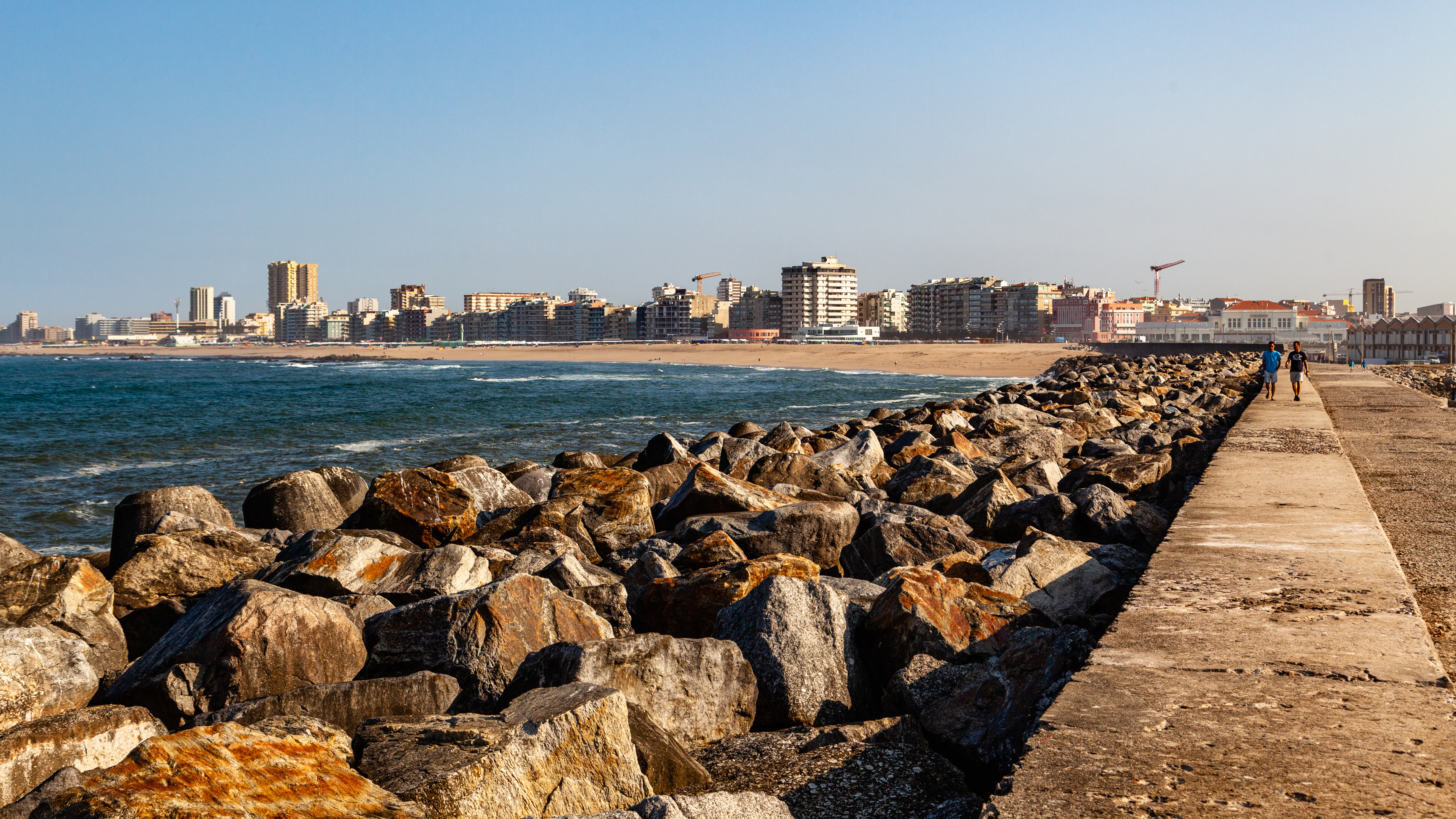
Die Küstenstadt Póvoa de Varzim am Atlantik

## Geschichte
Funde belegen eine vorgeschichtliche Besiedlung des Gebietes, insbesondere die Ausgrabungen in Terroso. Der Ort wurde erstmals 953 offiziell erwähnt, als Villa Eurazini. Der Name geht auf einen früheren Herrn der Ländereien namens Varazim zurück, dessen genaue Identität und Lebenszeit unbekannt sind. Das Gebiet war begehrt wegen der landwirtschaftlichen Produktion und insbesondere wegen der Fischerei. So bemühte sich der Ritter D. Lourenço Fernandes besonders um die Besiedlung der Ländereien, die hier hohe Einnahmen versprachen. Sein Besitz lag im nördlichen Bereich, der im 14. Jahrhundert als Vila Velha bekannt war, und der zum Großteil an die Ritter des Hospitaliterordens fiel. Dieses Gebiet wurde als Varazim dos Cavaleiros (Varazim der Ritter) geführt. Die südlichen Teile hingegen unterstanden der Krone, die hier bedeutende Steuereinkünfte insbesondere aus dem Fischfang erhielt, was Begehrlichkeiten und Vereinnahmungsversuche des regionalen Adels nährten. Um die Besitzstreitigkeiten zu beenden, vereinte die Krone weite Teile der Gebiete und führte sie fortan unter dem Namen Varazim. König D. Dinis gab Varazim 1308 Stadtrechte unter der Auflage, hier eine funktionierende Ortschaft (Póvoa) zu errichten.
1514 erneuerte König D. Manuel I. die Stadtrechte. Zu dem Zeitpunkt hatte die kleine Kreisstadt kaum 500 Einwohner, erlebte jedoch mit Einsetzen der Portugiesischen Entdeckungsreisen seit dem 15. Jahrhundert einen steten Aufschwung. Im 16. und 17. Jahrhundert erfuhr der Ort eine bedeutende Abwanderung seiner männlichen Bevölkerung zur Seefahrt, zum Schiffsbau und durch Auswanderung insbesondere nach Brasilien, in Folge der weiteren portugiesischen Expansion. Die Bevölkerungszahl sank jedoch nicht, bedingt durch den regen Zuzug aus dem Landesinneren und eine hohe Geburtenrate. Ab Mitte des 17. Jahrhunderts entwickelte sich zudem die Hochseefischerei und Salzgewinnung am Ort weiter, der in der Folge durch den Fisch- und Salzhandel weiter Aufschwung nahm.
Im 18. Jahrhundert stieg Póvoa de Varzim zu einem der bedeutendsten Zentren der Fischerei im Land auf. Die Stadt erlebte beträchtlichen Wohlstand, der sich in zahlreichen Bauten zeigte, etwa dem um 1714 von Filippo Terzi auf 999 Bögen errichteten, 7 km langen Aquädukt nach Vila do Conde, der in der Kreisgemeinde Terroso beginnt und über weite Teile bis heute erhalten geblieben ist. Zu nennen sind zudem die Hauptkirche (Igreja Matriz, 1743), die Lapa-Kirche (1771), die Kirche Unserer Lieben Frau der Schmerzen (Igreja de Sr.ª das Dores, Baubeginn 1776), und der neue Platz, der die Viertel am Ufer mit den höher gelegenen älteren Vierteln verband, und an dem u. a. das Rathaus errichtet wurde und das Aquädukt in einen neuen öffentlichen Brunnen führte.
Ab der zweiten Hälfte des 19. Jahrhunderts wurde Póvoa de Varzim bevorzugtes Ziel wohlhabender Badegäste, vor allem aus dem erstarkenden Bürgertum Portos und seines wachsenden Industriegürtels, und in Brasilien zu Reichtum gekommener Rückkehrer. Die 1875 angekommene Eisenbahnlinie aus Porto und die bereits 1874 eingeweihte Pferdestraßenbahn (Americano) aus Vila do Conde beflügelten die Entwicklung des Ortes, der Gäste mit seinen bürgerlichen Cafés, Konzertsälen und Casinos anlockte. So sind bis heute die Fischerei, der Fremdenverkehr und das Spielcasino die Säulen der lokalen Wirtschaft geblieben.
1973 wurde die bisherige Kleinstadt (Vila) zur Stadt (Cidade) erhoben.

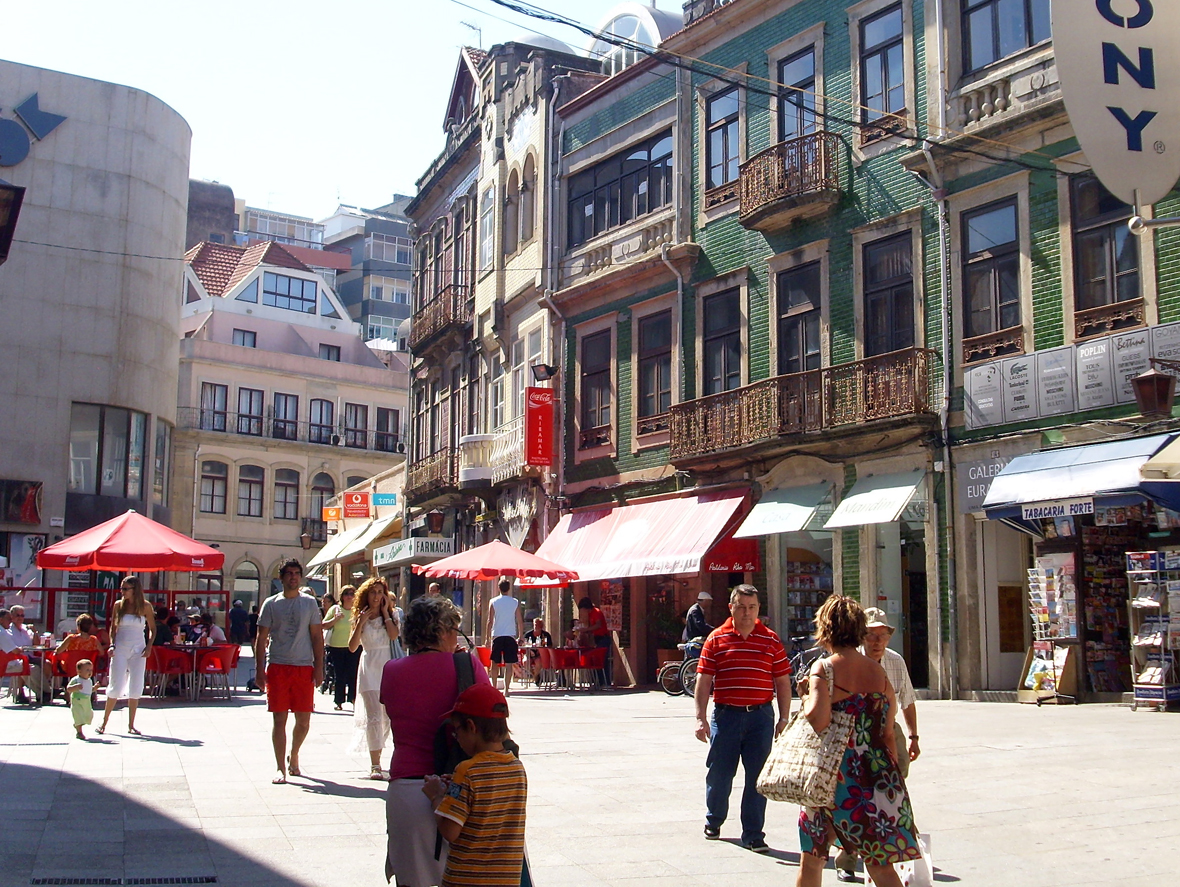
Platz Largo David Alves in der Innenstadt
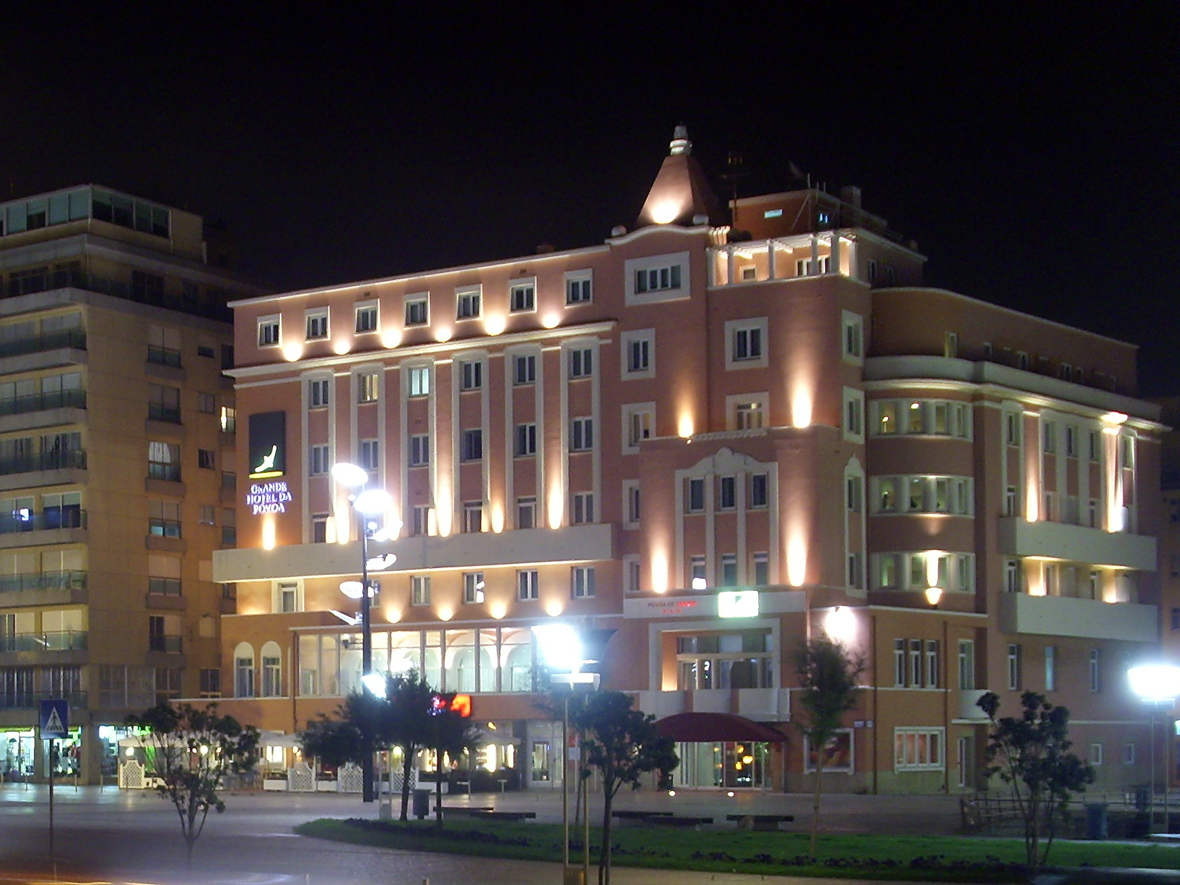
Historisches Grande Hotel da Póvoa Varzim
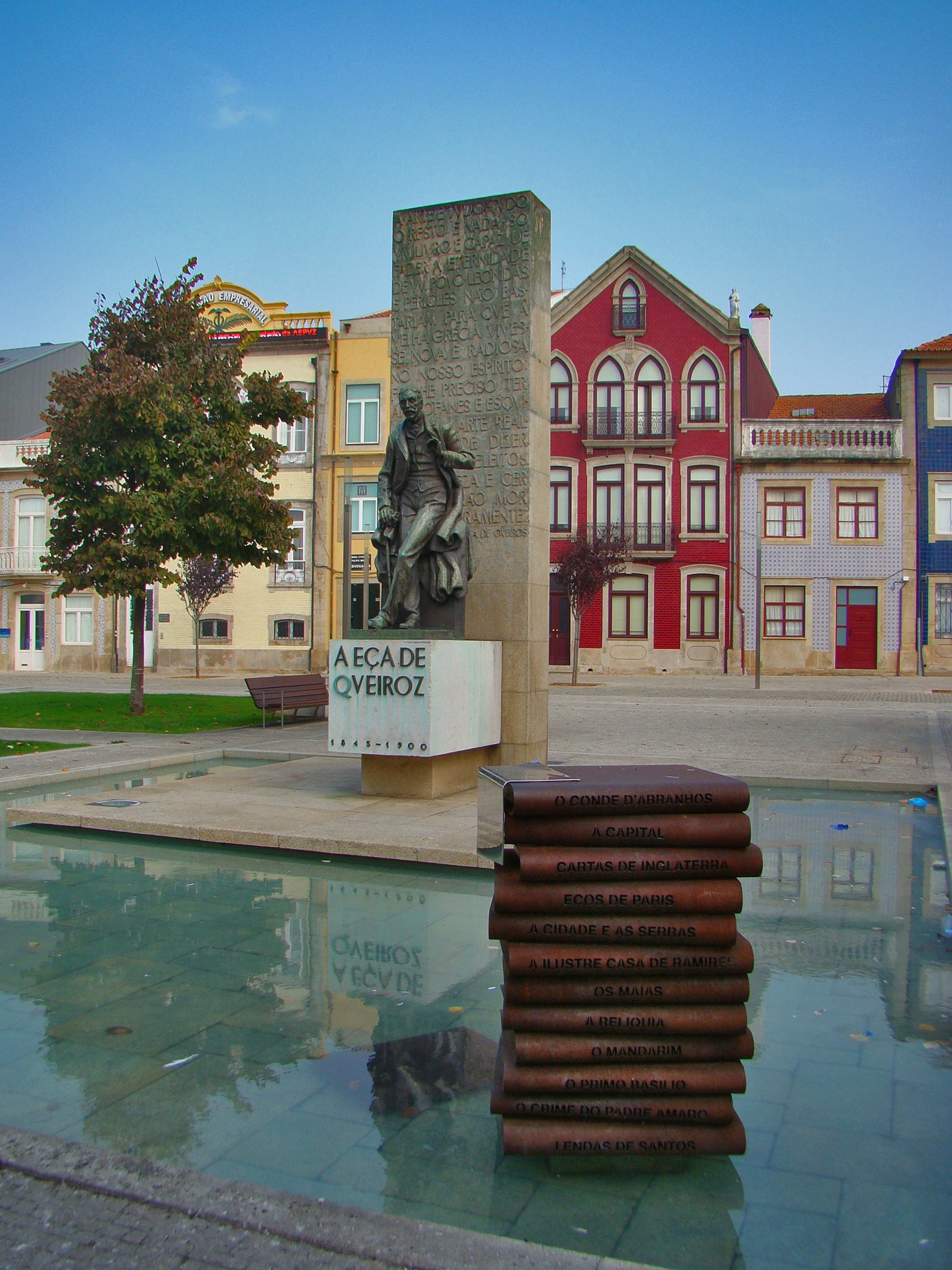
Denkmal für Eça de Queiroz
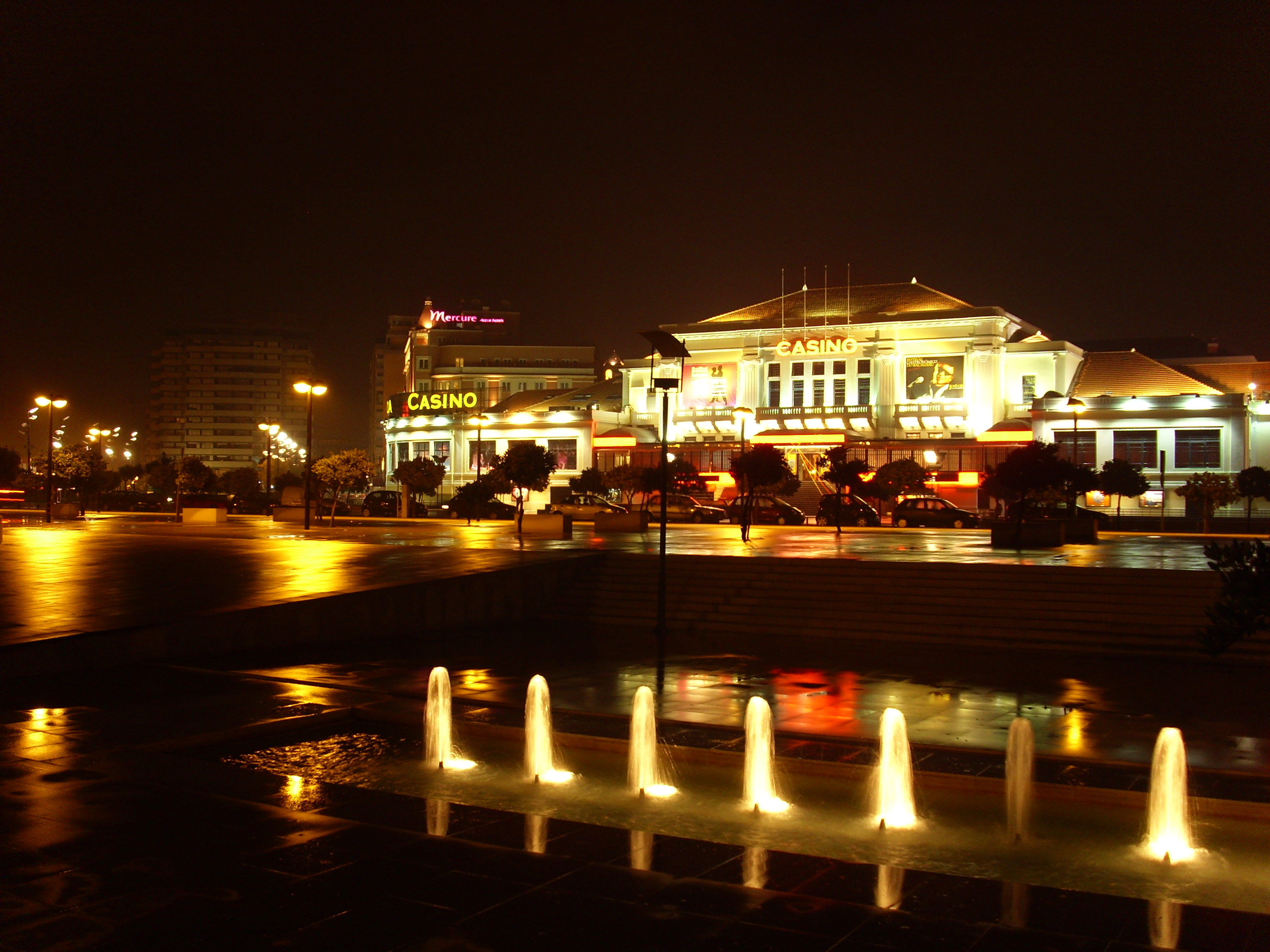
Spielbank Casino da Póvoa
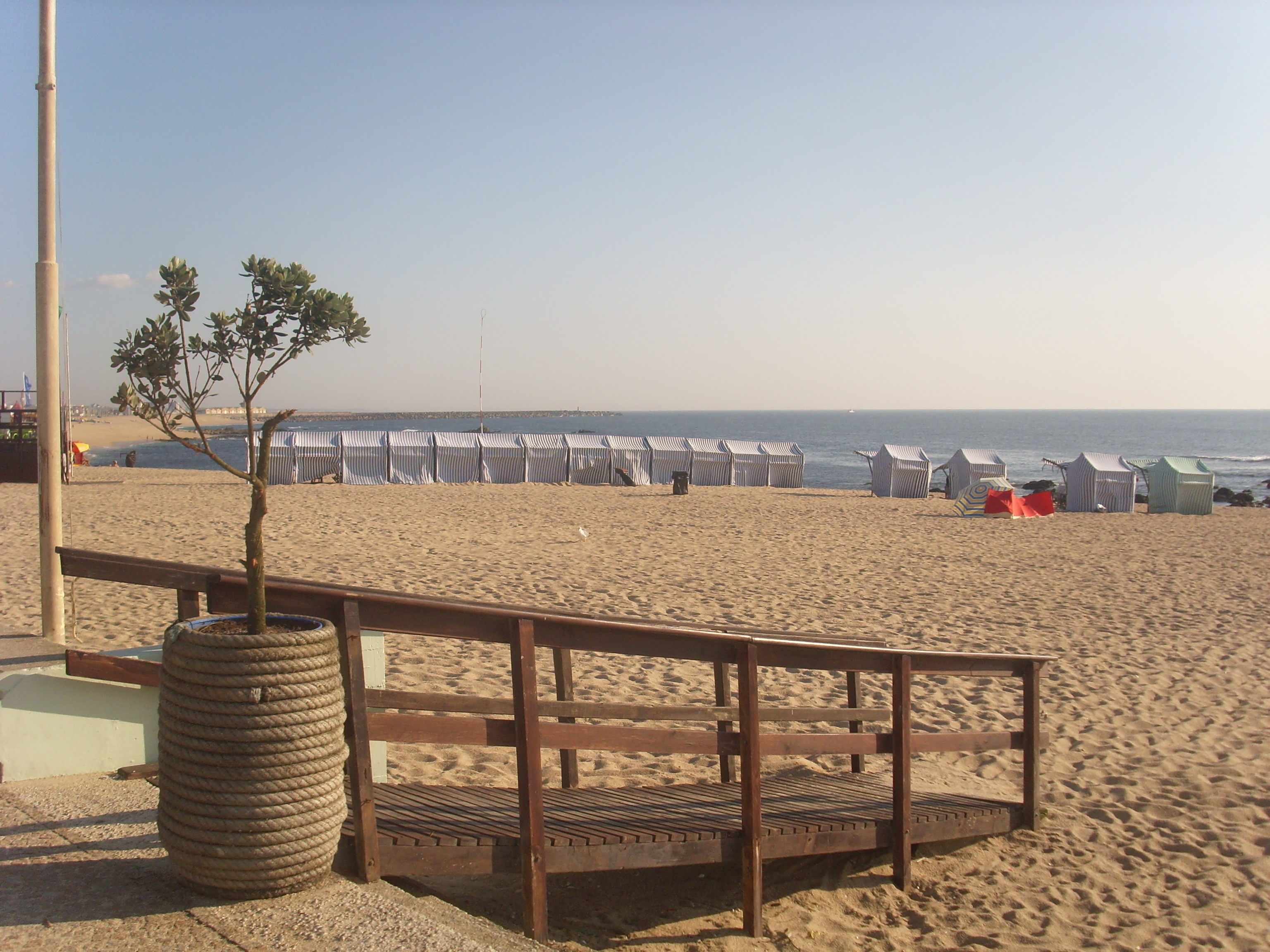
Am Praia-Verde-Strand

## Verwaltung

### Der Kreis

Gemeinden des Kreises Póvoa de Varzim

Póvoa de Varzim ist Sitz eines gleichnamigen Kreises (Concelho) im Distrikt Porto. Am 19. April 2021 hatte der Kreis 64.255 Einwohner auf einer Fläche von 82,2 km².
Die Nachbarkreise sind (im Uhrzeigersinn im Norden beginnend): Esposende, Barcelos, Vila Nova de Famalicão, Vila do Conde sowie der Atlantische Ozean.

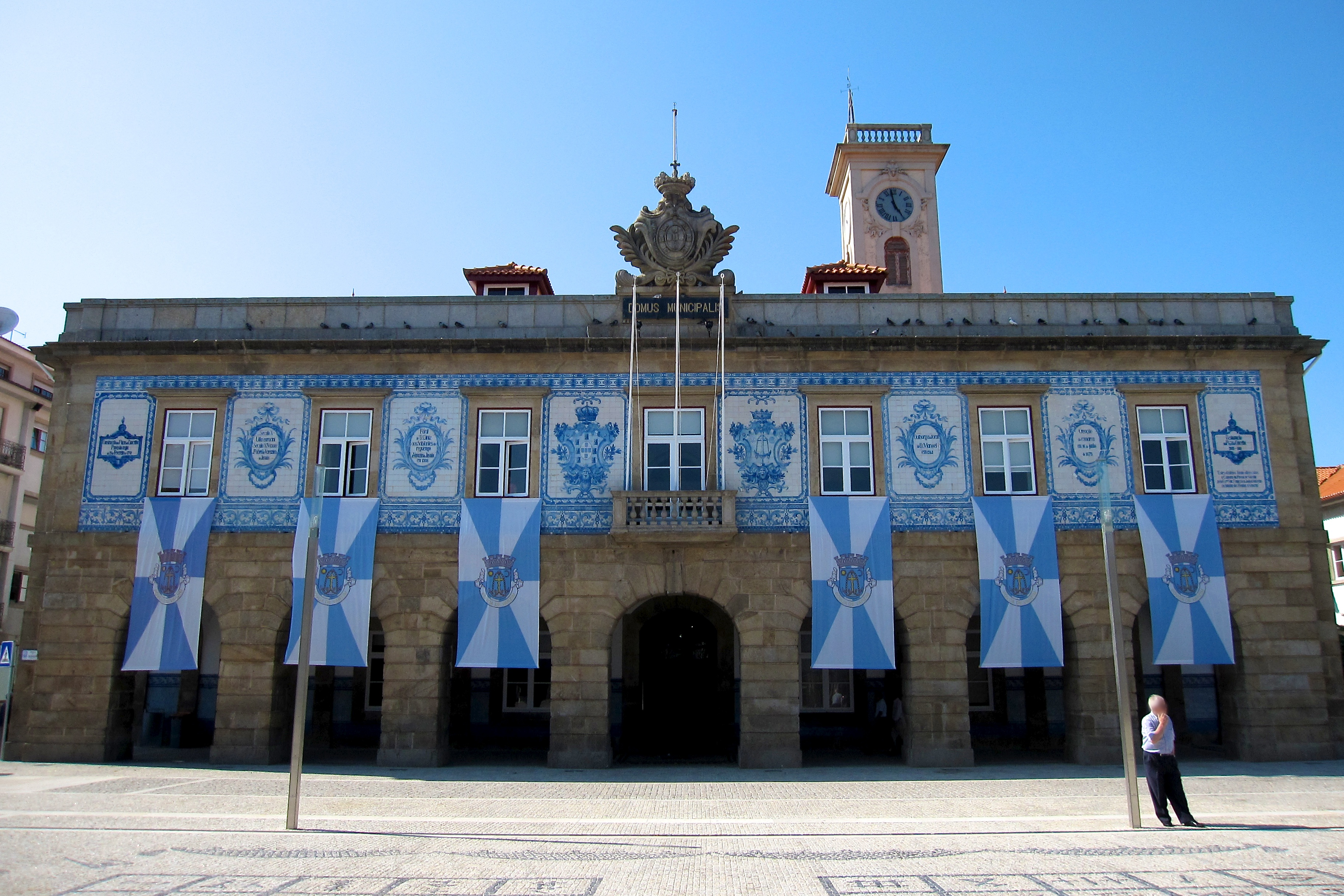
Rathaus (Câmara Municipal) von Póvoa de Varzim

Mit der Gebietsreform im September 2013 wurden mehrere Gemeinden zu neuen Gemeinden zusammengefasst, sodass sich die Zahl der Gemeinden von zuvor zwölf auf acht verringerte.
Die folgenden Gemeinden (Freguesias) liegen im Kreis Póvoa de Varzim:

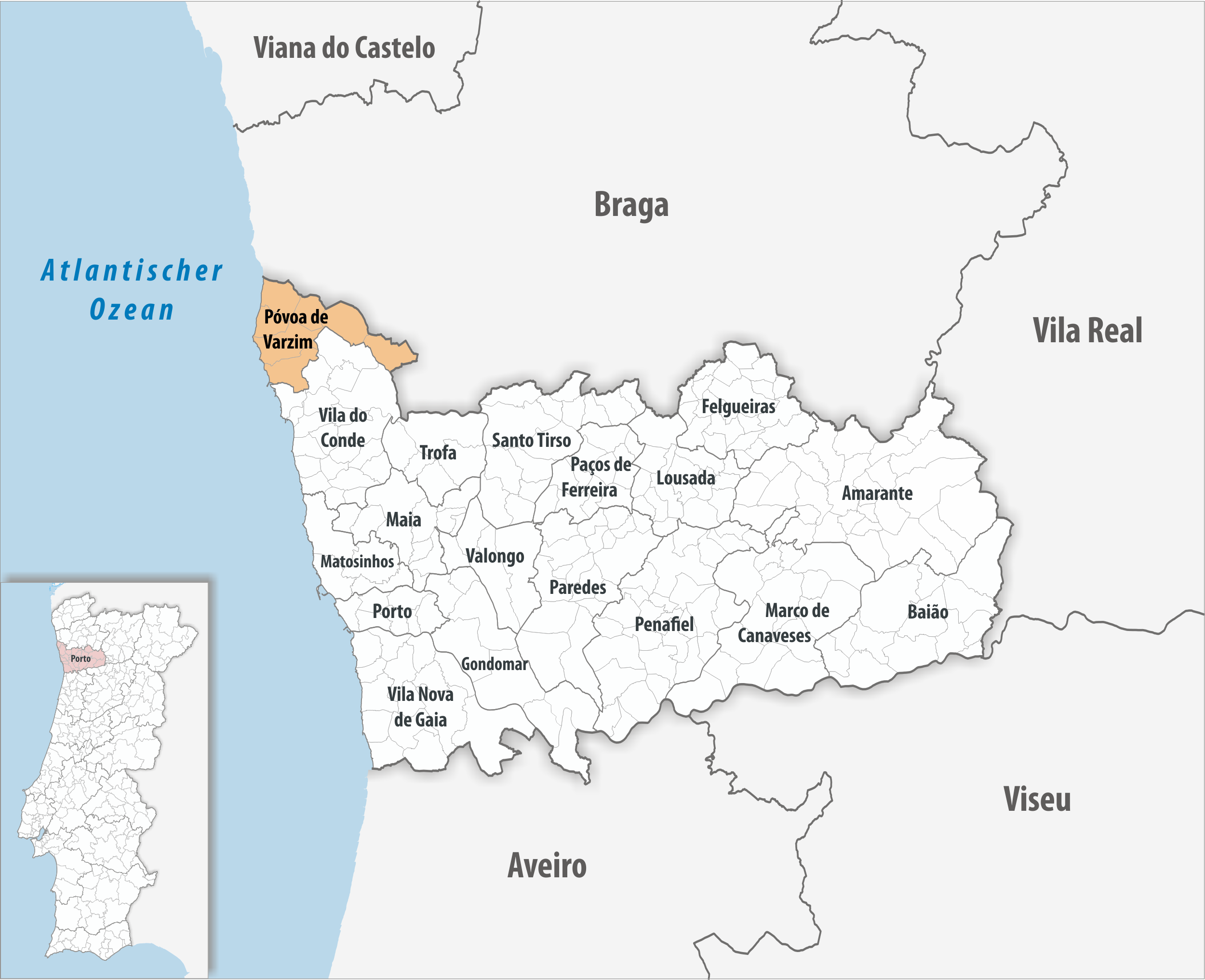
Kreis Póvoa de Varzim

| Gemeinde                          | Einwohner (2021) | Fläche km² | Dichte Einw./km² | LAU- Code |
| --------------------------------- | ---------------- | ---------- | ---------------- | --------- |
| Aver-o-Mar, Amorim e Terroso      | 14.253           | 16,64      | 856              | 131313    |
| Aguçadoura e Navais               | 5.389            | 7,40       | 728              | 131314    |
| Balasar                           | 2.482            | 11,61      | 214              | 131305    |
| Estela                            | 2.287            | 11,54      | 198              | 131307    |
| Laundos                           | 1.937            | 8,53       | 227              | 131308    |
| Póvoa de Varzim, Beiriz e Argivai | 35.435           | 12,60      | 2.813            | 131315    |
| Rates                             | 2.472            | 13,90      | 178              | 131311    |
| Kreis Póvoa de Varzim             | 64.255           | 82,22      | 782              | 1313      |

### Bevölkerungsentwicklung
Wie die folgende Übersicht zeigt, hat sich die Einwohnerzahl in mehr als 150 Jahren verzwanzigfacht.

Einwohnerzahl im Kreis Póvoa de Varzim (1801–2011):
| Jahr      | 1801  | 1821  | 1830  | 1849   | 1864   | 1878   | 1890   | 1900   |
| --------- | ----- | ----- | ----- | ------ | ------ | ------ | ------ | ------ |
| Einwohner | 4.676 | 5.672 | 6.097 | 15.300 | 18.704 | 20.578 | 23.372 | 24.527 |

Anm.: Die Zahlen vor 1849 beziehen sich nur auf die Ortsgemeinde Póvoa de Varzim.
| Jahr      | 1911   | 1920   | 1930   | 1940   | 1950   | 1960   | 1970   | 1981   | 1991   | 2001   | 2011   |
| --------- | ------ | ------ | ------ | ------ | ------ | ------ | ------ | ------ | ------ | ------ | ------ |
| Einwohner | 25.083 | 25.929 | 28.780 | 31.693 | 37.938 | 40.444 | 42.698 | 54.248 | 54.788 | 63.470 | 63.408 |

### Kommunaler Feiertag

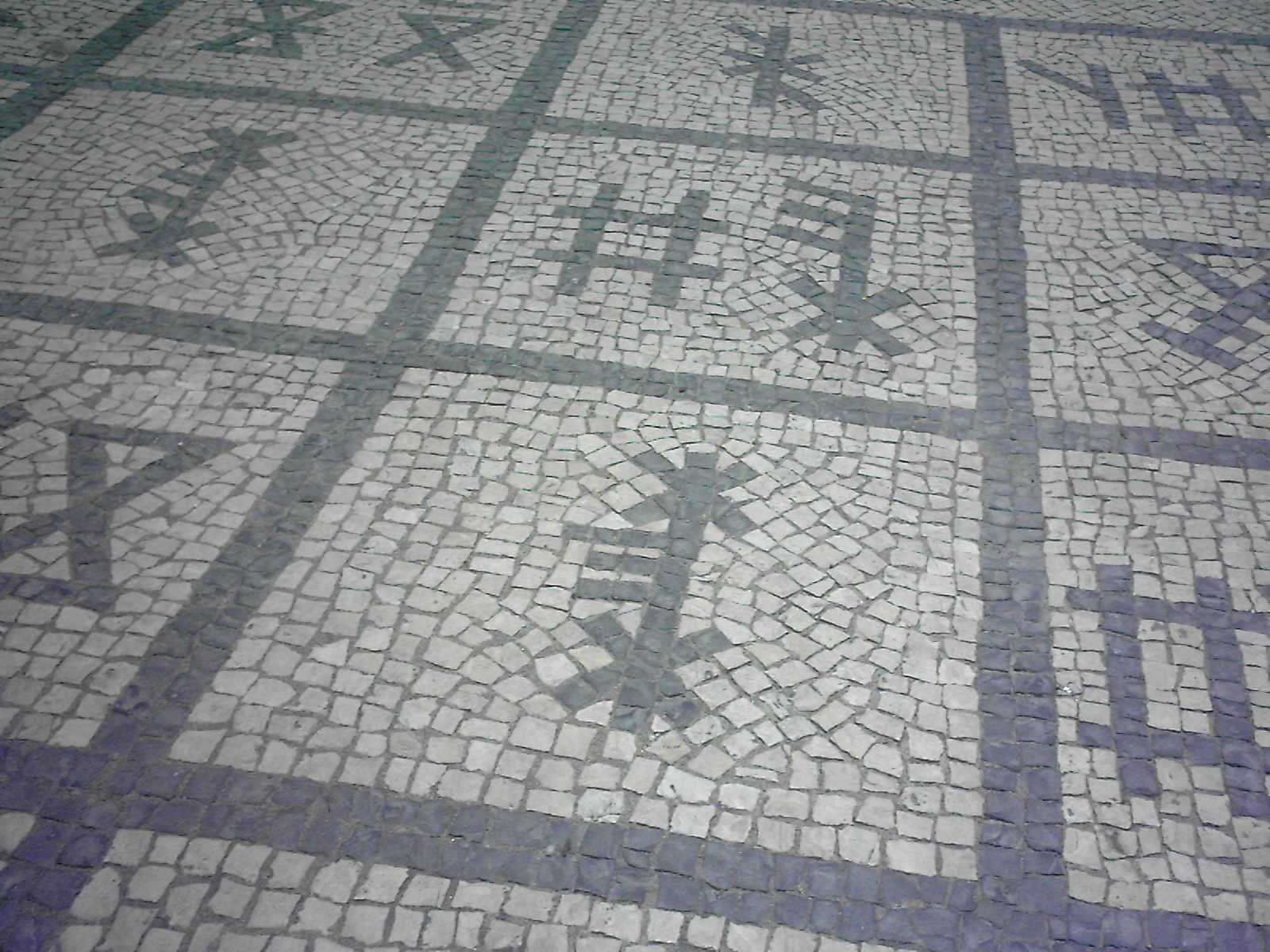
Muster der Siglas Poveiras-Runen im portugiesischen Pflaster in Póvoa de Varzim

- 29. Juni

### Städtepartnerschaften
Póvoa de Varzim unterhält mit folgenden Städten eine Städtepartnerschaft:
- Eschborn, Bundesrepublik Deutschland (seit 1986)
- Montgeron, Frankreich (seit 1988)
- Żabbar, Malta (seit 2001)

## Kultur
Póvoa de Varzim ist bekannt durch die Siglas Poveiras, Schriftzeichen, die wegen ihrer Ähnlichkeit mit Runen auf Wikinger, die sich hier niedergelassen hatten, zurückgeführt werden. Das städtische Museu de Etnografia, im Herrenhaus Solar dos Carneiros untergebracht, widmet sich in einem Ausstellungsbereich auch den Siglas.
Auch gibt es vier prähistorische Hügelgräber in der Gegend (Mamoa da Estrada). Eines liegt im kleinen Ort Águas Férreas.
Seit Februar 2000 veranstaltet die Stadt Póvoa de Varzim jährlich das Iberische Literaturtreffen Correntes d'Escritas, eines der wichtigsten Ereignisse der portugiesischen Verlags- und Literaturszene und vergibt seit 2004 den mit 20.000 Euro dotierten Literaturpreis Prémio Literário Casino da Póvoa.

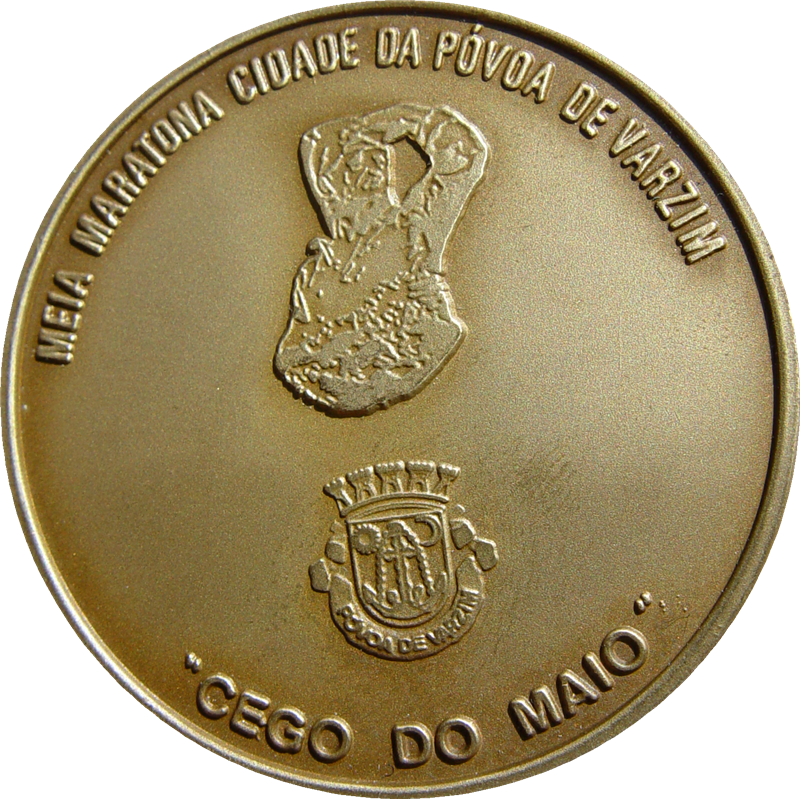
Teilnehmermedaille Halbmarathon 2006

## Sport
Eine Vielzahl Fußballvereine sind im Kreis aktiv. Der bedeutendste ist der 1915 gegründete Varzim SC. Nachdem er zwischenzeitlich (2000) bis in die Erste Portugiesische Liga aufgestiegen war, tritt er heute in der dritten Liga an, dem Campeonato Nacional de Seniores (Stand: Saison 2013/14).
Der 1943 gegründete Sportverein Clube Desportivo da Póvoa ist insbesondere für seine Basketball- und Schwimmabteilungen bekannt.
Mit dem alljährlich im März stattfindenden Halbmarathon Cego do Maio wird hier ein überregional bekannter Laufwettbewerb veranstaltet. Dazu finden mit dem Grande Prémio da Marginal im Mai und dem Grande Prémio de São Pedro Anfang Juni hier weitere Laufveranstaltungen statt.
Jedes Jahr im April wird mit der Clássica da Primavera ein Frühjahrs-Radrennen veranstaltet. Die Stadt ist zudem häufige Etappe der Portugal-Rundfahrt.

## Verkehr

### Fernverkehr
Mit der 1875 eröffneten Eisenbahnstrecke Linha da Póvoa hatte der Ort einen eigenen direkten Anschluss an das Schienennetz des Landes. 1995 wurden wesentliche Teile geschlossen und 2002 als Teil des Stadtbahnnetzes im Großraum Porto neu eröffnet. Eine Einrichtung einer neuen regionalen Bahnstrecke auf den stillgelegten Streckenabschnitten ist im Gespräch.

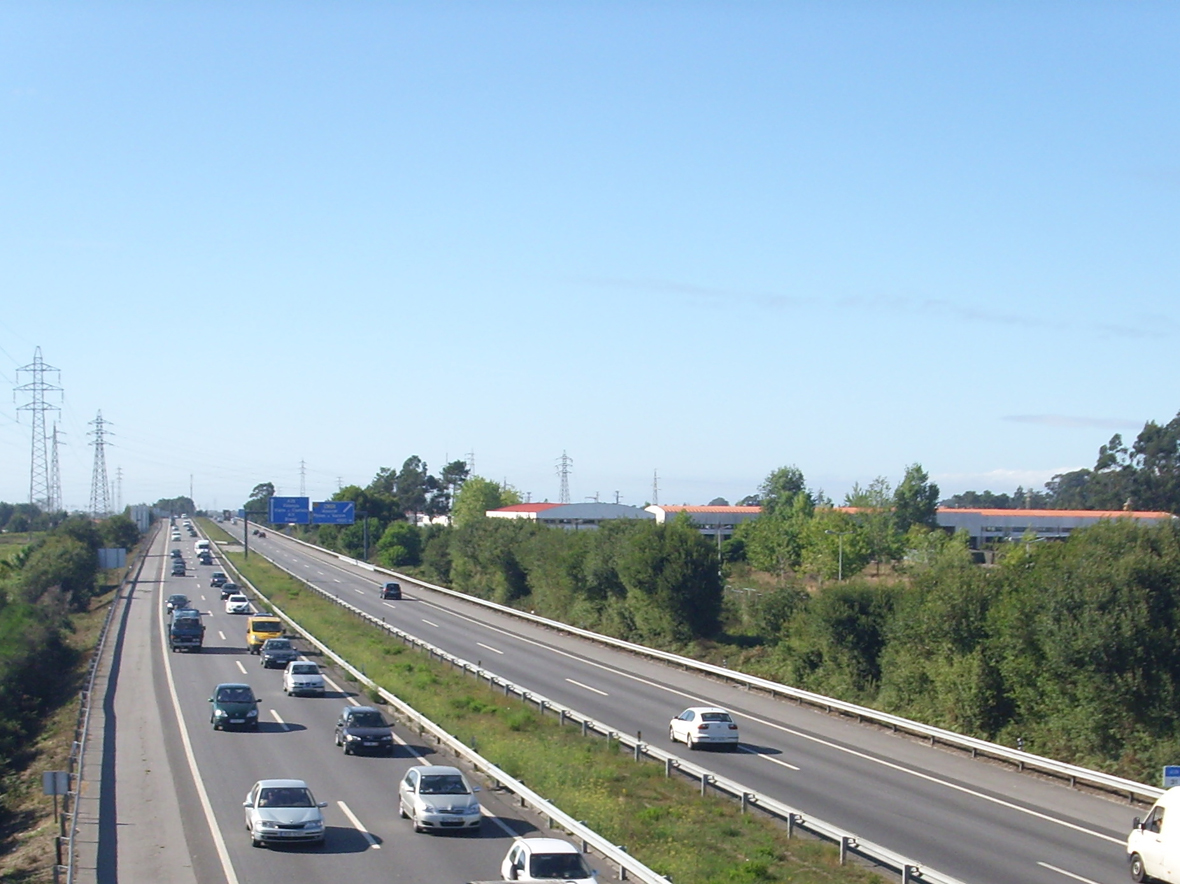
Autobahnabschnitt A28 bei Póvoa de Varzim

Póvoa de Varzim liegt an der nord-süd-verlaufenden Autobahn A28 und der hier beginnenden, nach Osten ausgerichteten Autobahn A7.
Die Stadt ist in das landesweite Fernbusnetz der Rede Expressos eingebunden.
Póvoa de Varzim unterhält den Flugplatz Aeródromo da Póvoa de Varzim (offiziell Aeródromo S. Miguel de Laundos), der mit seiner 270 Meter langen Landebahn für leichte Privatmaschinen, Sportflugzeuge, und für touristische Rundflüge genutzt wird. Der nächste internationale Flughafen ist der 15 km südlich gelegene Flughafen Porto.

### Nahverkehr

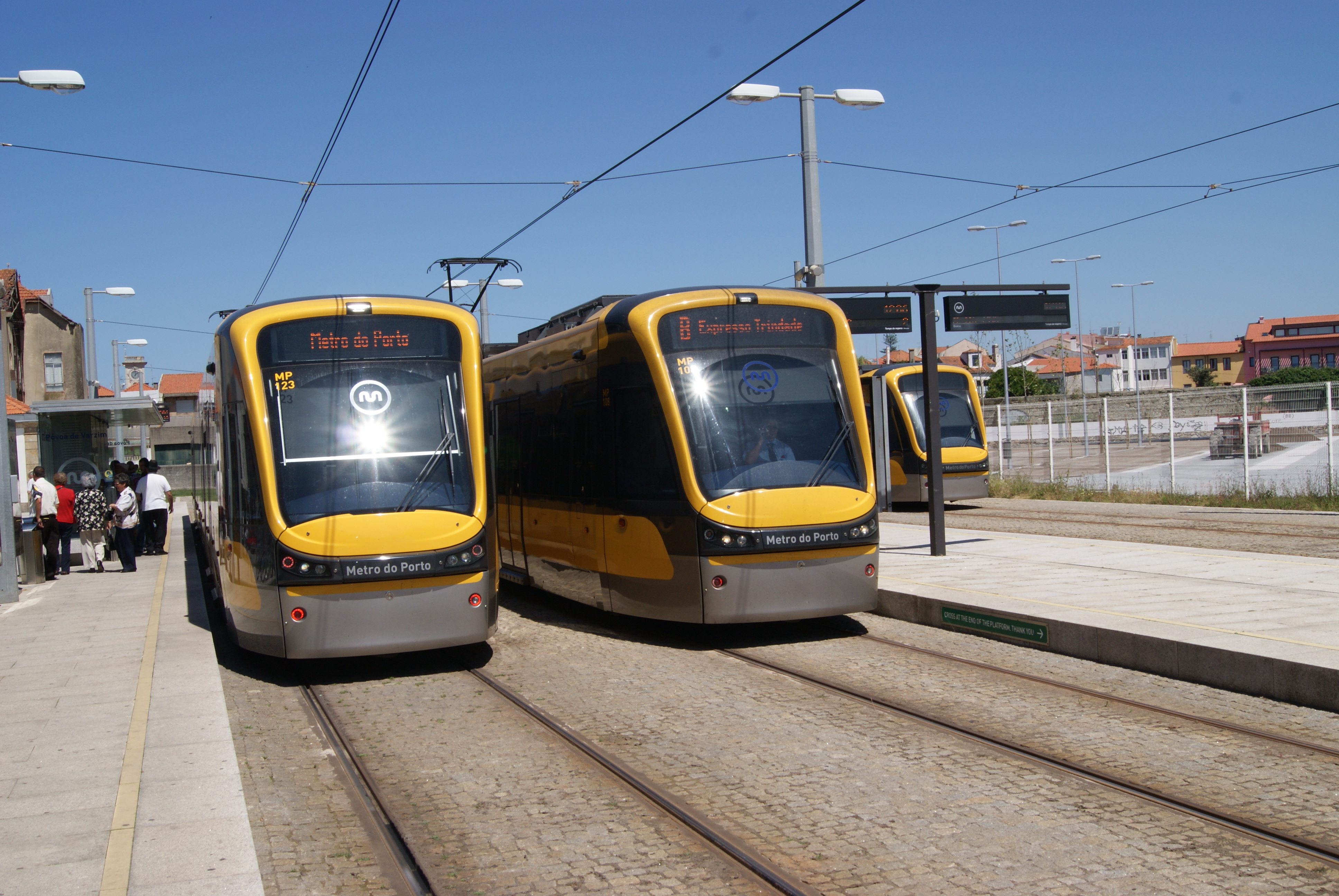
Endstelle der Stadtbahn Porto am Bahnhof von Póvoa de Varzim

Póvoa de Varzim ist als Endpunkt der roten Line B an das Stadtbahnsystem von Porto, die Metro do Porto, angeschlossen.
Eine Vielzahl Buslinien werden in städtischer Konzession von privaten Busunternehmen betrieben, darunter die Litoral Norte Transportes Urbanos – Póvoa de Varzim, die Transdev und Arriva.
Zahlreiche Radwege im Stadtgebiet sind geplant und zum Teil bereits eröffnet, insbesondere entlang der Küste.

## Söhne und Töchter der Stadt
| - São Pedro de Rates († angeblich um 60, tatsächlich wohl im 5. oder 6. Jahrhundert, erster Bischof von Braga) - São Felix der Eremit, ein mythologischer Fischer aus dem 9. Jahrhundert - Tomé de Sousa (1503–1579), adliger Seefahrer aus dem Christusorden, Expeditionen nach Afrika und Indien, erster Generalgouverneur Brasiliens - José Rodrigues Maio (Cego do Maio) (1817–1884), Fischer und hochdekorierter, legendärer Lebensretter - João Martins Areias (Patrão Sérgio) (1817–1884), Fischer und heroischer Lebensretter - Francisco Gomes de Amorim (1827–1891), Schriftsteller - José Maria Eça de Queiroz (1845–1900), Schriftsteller - Manuel António Ferreira (Patrão Lagoa) (1846–1911), Fischer und heroischer Lebensretter - António Rocha Peixoto (1866–1909), Schriftsteller und Ethnologe - David José Alves (1866–1924), Politiker - Manuel Silva (1869–1941), Historiker und Schriftsteller - Ezequiel de Campos (1874–1965), Ingenieur, Ökonom, Schriftsteller und Politiker - António dos Santos Graça (1882–1956), Journalist, Ethnograph und Politiker | - Caetano Vasques Calafate (1890–1963), Schriftsteller und Journalist - Alexandrina Maria da Costa (1904–1955), Mystikerin - Flávio Gonçalves (1929–1987), Kunsthistoriker und Schriftsteller - Diogo Freitas do Amaral (1941–2019), Rechtswissenschaftler und Politiker - António Lima Pereira (1952–2022), Fußballspieler - Manuel Zeferino (* 1960), Radrennfahrer, Gewinner der Portugal-Rundfahrt 1981 - Geraldo Washington Regufe Alves (* 1980), Fußballspieler - Bruno Alves (* 27. November 1981), Fußballspieler - João Cabreira (* 1982), Radrennfahrer - Hélder Postiga (* 2. August 1982), Fußballspieler - Mário Costa (* 1985), Radrennfahrer - Bruno Lima (* 1985), Radrennfahrer - Rui Costa (* 5. Oktober 1986), Radrennfahrer - Luís Carlos Novo Neto (* 1988), Fußballspieler - Júlio Regufe Alves (* 1991), Fußballspieler |

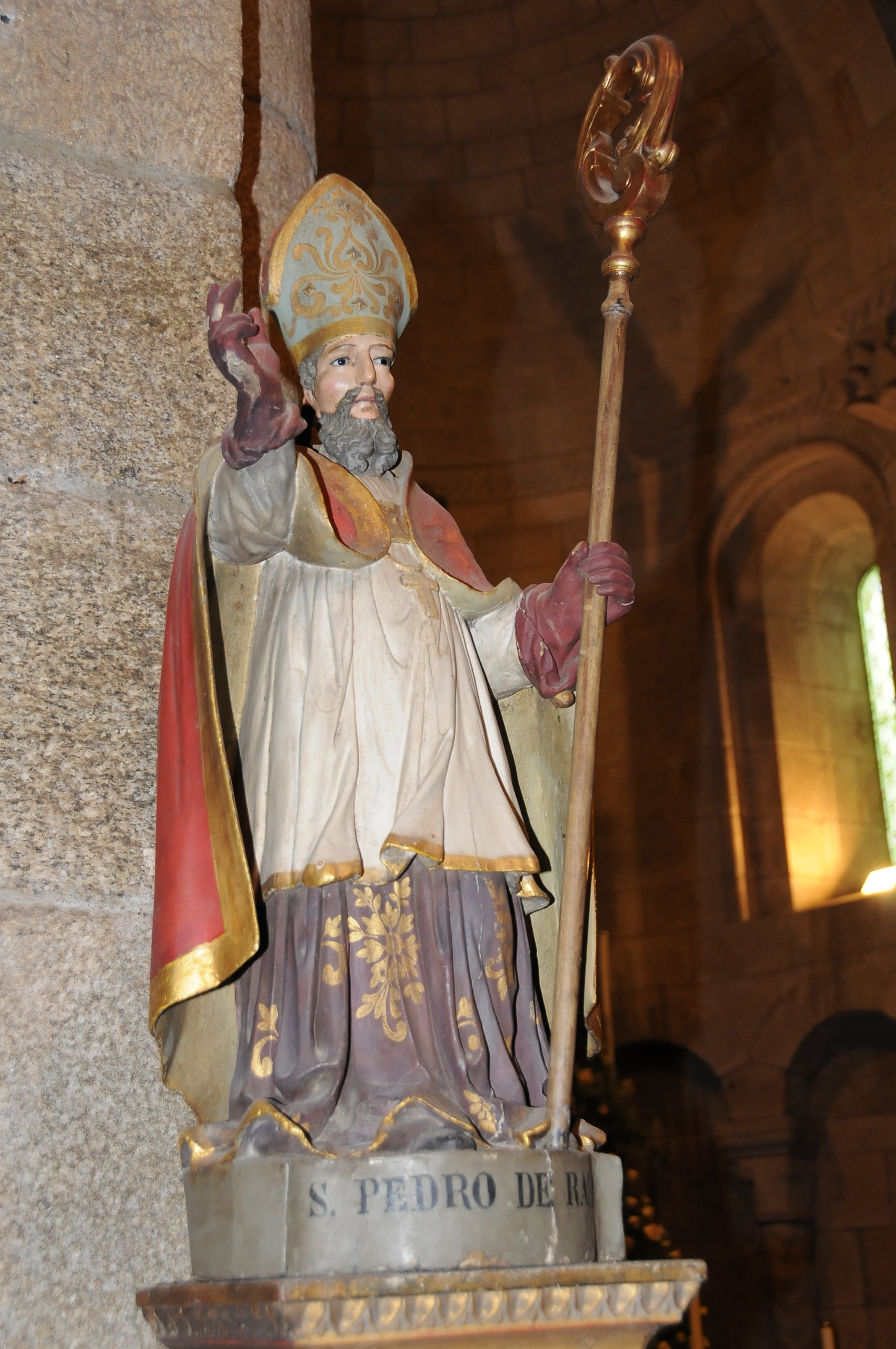
Pedro de Rates
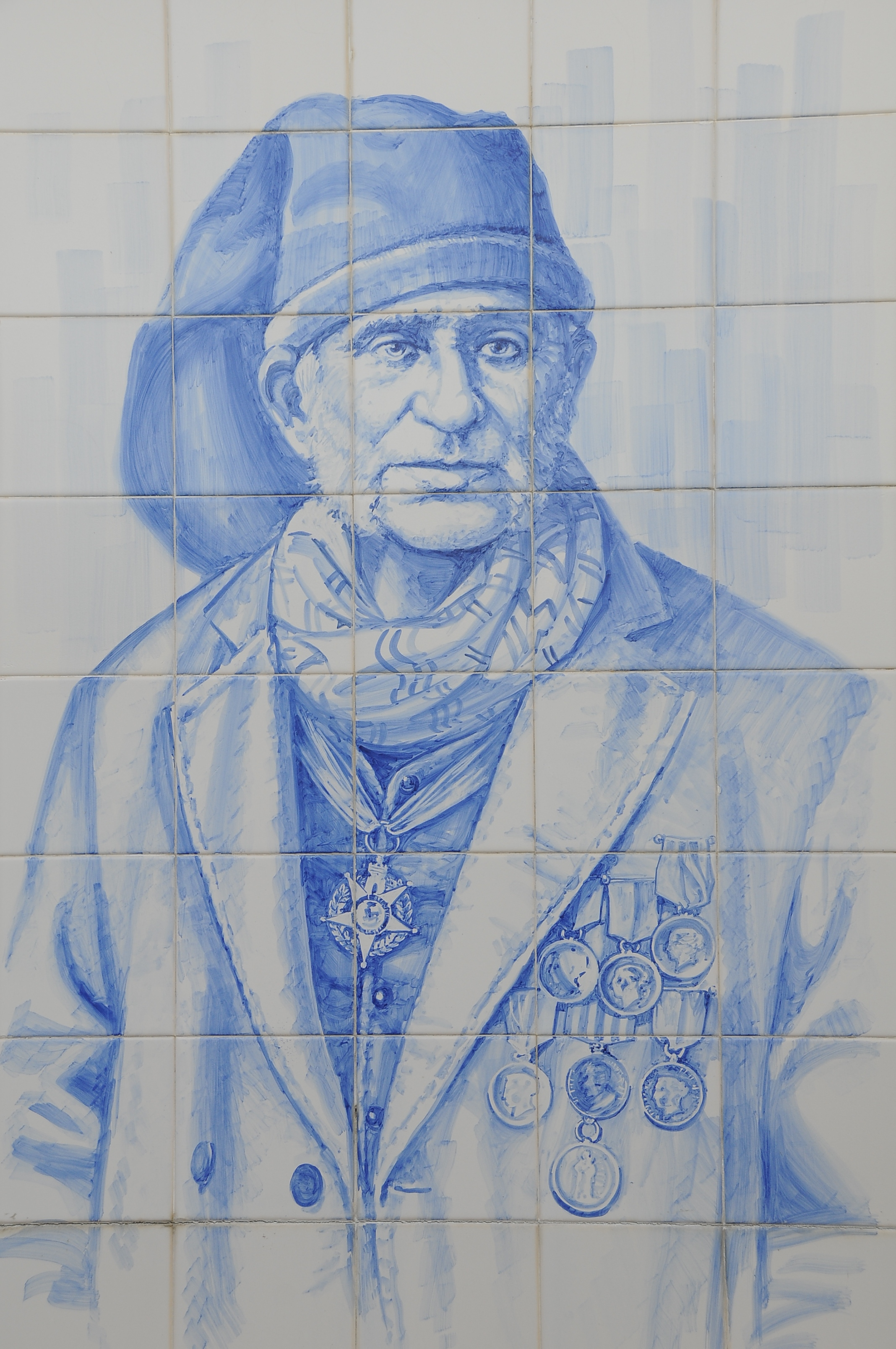
Der Cego do Maio, Azulejobild
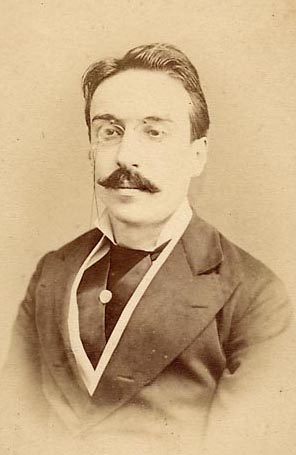
Eça de Queirós (1873)
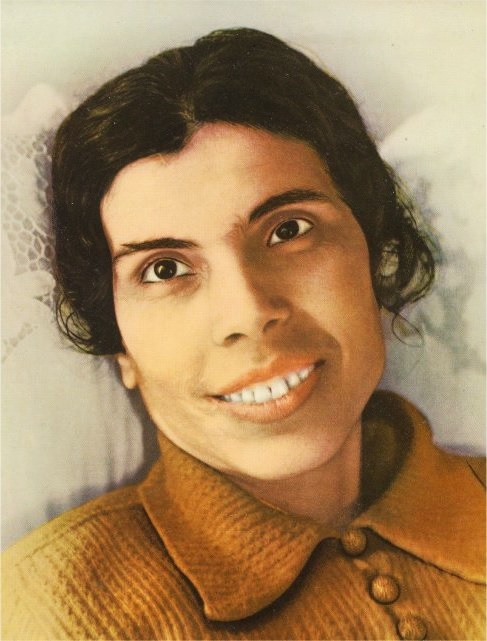
Alexandrina Maria da Costa
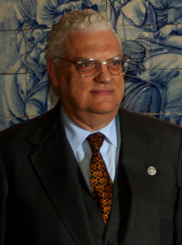
Diogo Freitas do Amaral
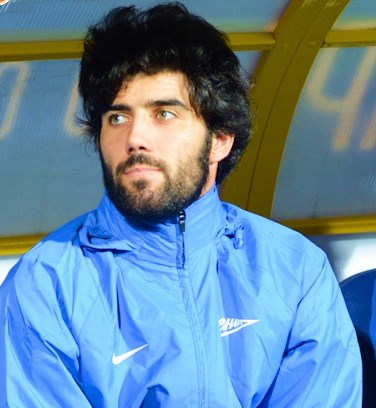
Luís Carlos Novo Neto